# Renault ZOE
El Renault ZOE es un automóvil eléctrico producido por el fabricante francés Renault. Tiene un motor de 65 kW (88 CV) y 220 N·m. La batería es de iones de litio y tiene una capacidad de 22 kWh, 41 kWh y 50 kWh, alcanzando una autonomía real de hasta unos 390 km en homologación WLTP, dependiendo de la capacidad de la batería. Se presenta en tres versiones Life, Intense y Zen.
Renault finalizó la producción en marzo de 2024, después de casi doce años, para ser reemplazado por el Renault 5 EV.

## Historia
Ha habido tres diferentes prototipos de Renault ZE antes de entrar en producción. La renovación del modelo en 2017 le sirvió para posicionarse como coche eléctrico más vendido por encima del BMW i3 y el Nissan Leaf, y siendo el único que superó las 1.000 unidades (1.327 matriculadas)

### Zoé City Car

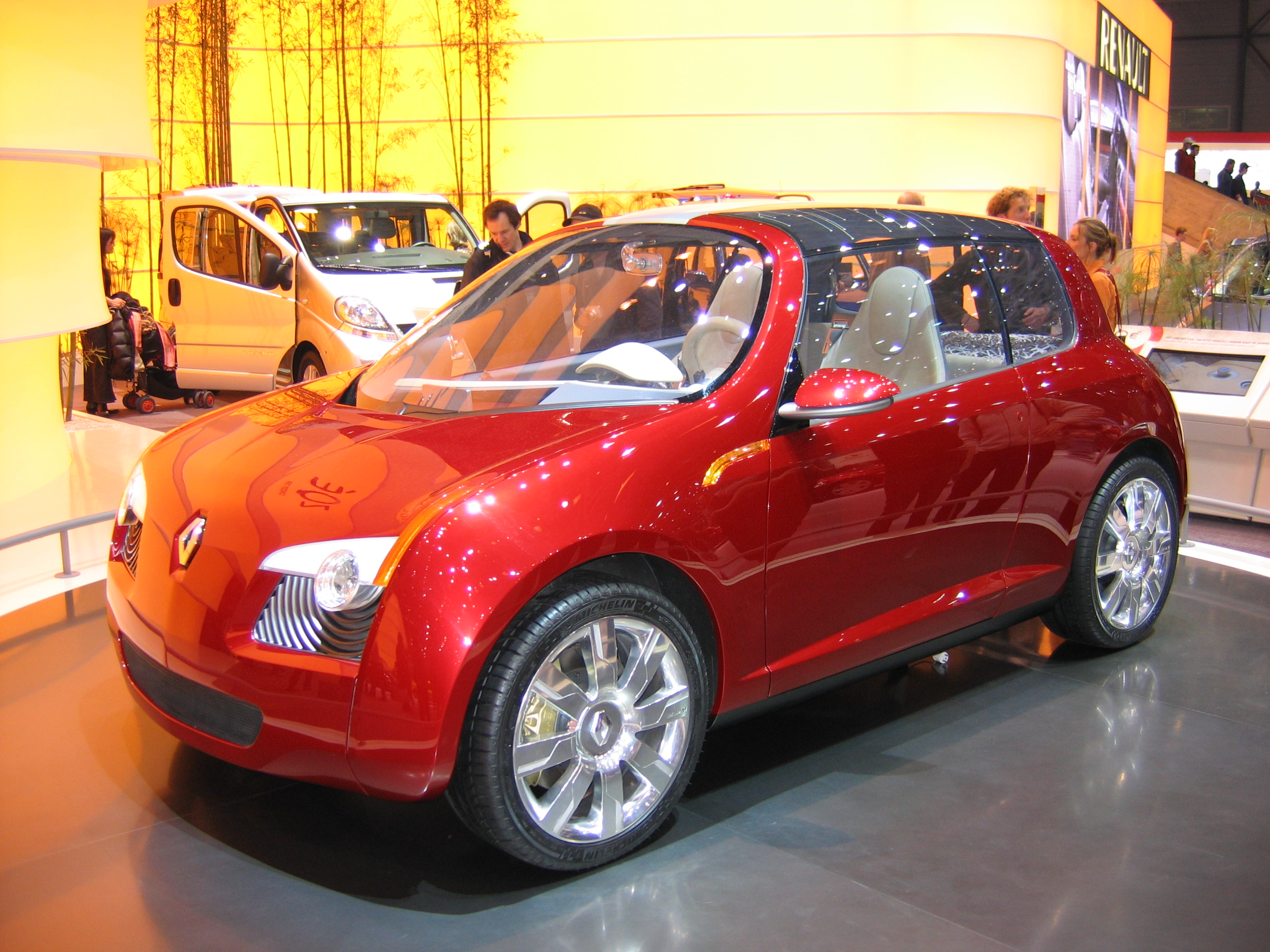
ZOE City Car

El Renault Zoé city car es un automóvil de alta gama del segmento A. Fue presentado en el salón de Ginebra de 2005. Posee un motor de 1.2 L de cilindrada con una potencia de 100 CV. La configuración de los asientos es 3+1. Además posee una caja de cambios de 5 velocidades que se acciona con dos levas ubicadas a los costados del volante, al igual que los automóviles de F1.

### ZOE Concept

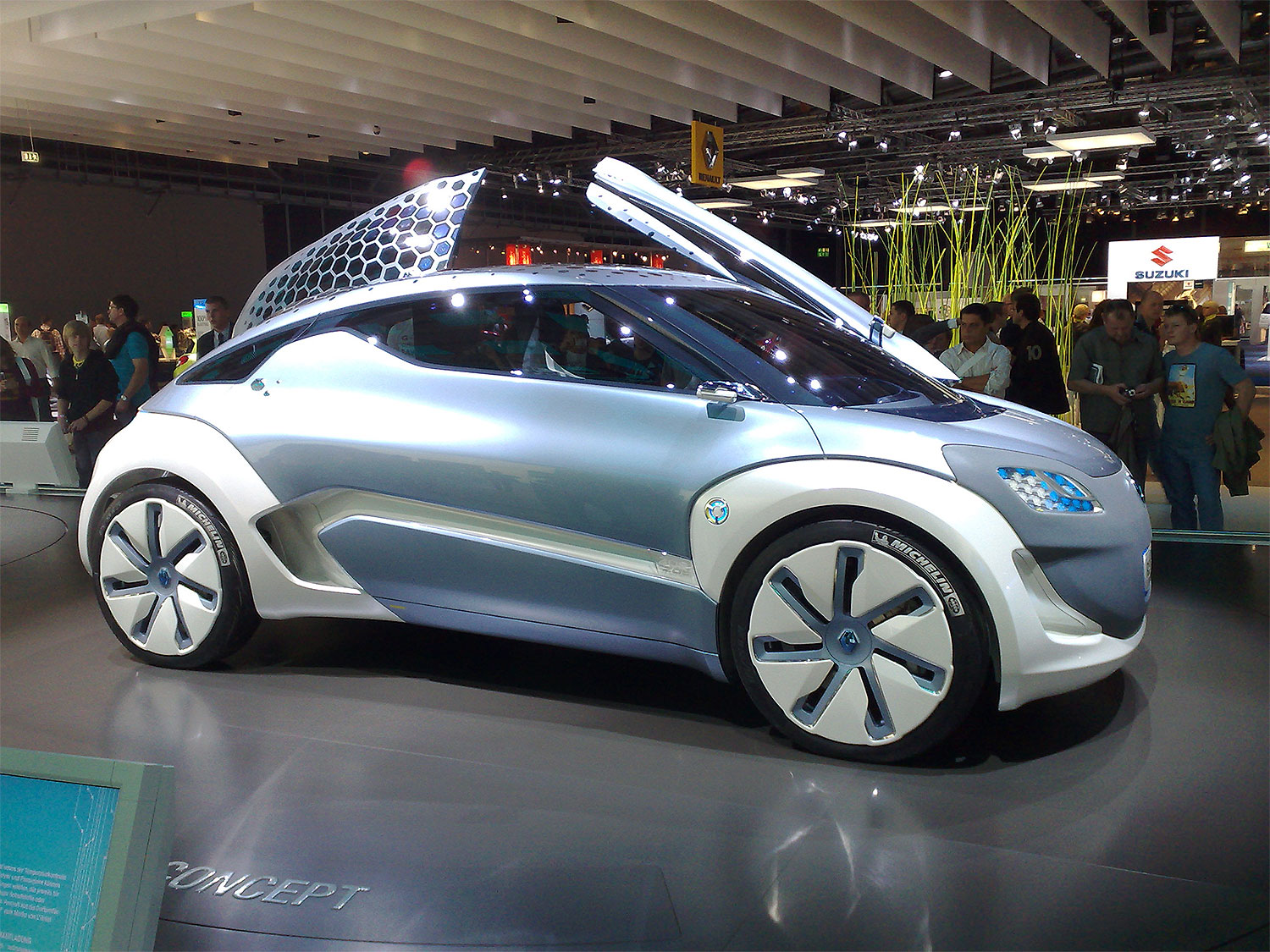
ZOE Concept

Este fue presentado en el Salón de Frankfurt de 2009 para mostrar la nueva versión del Renault Clio. Tiene un motor eléctrico de 96 CV y una velocidad máxima de 140 km/h

### ZOE Preview

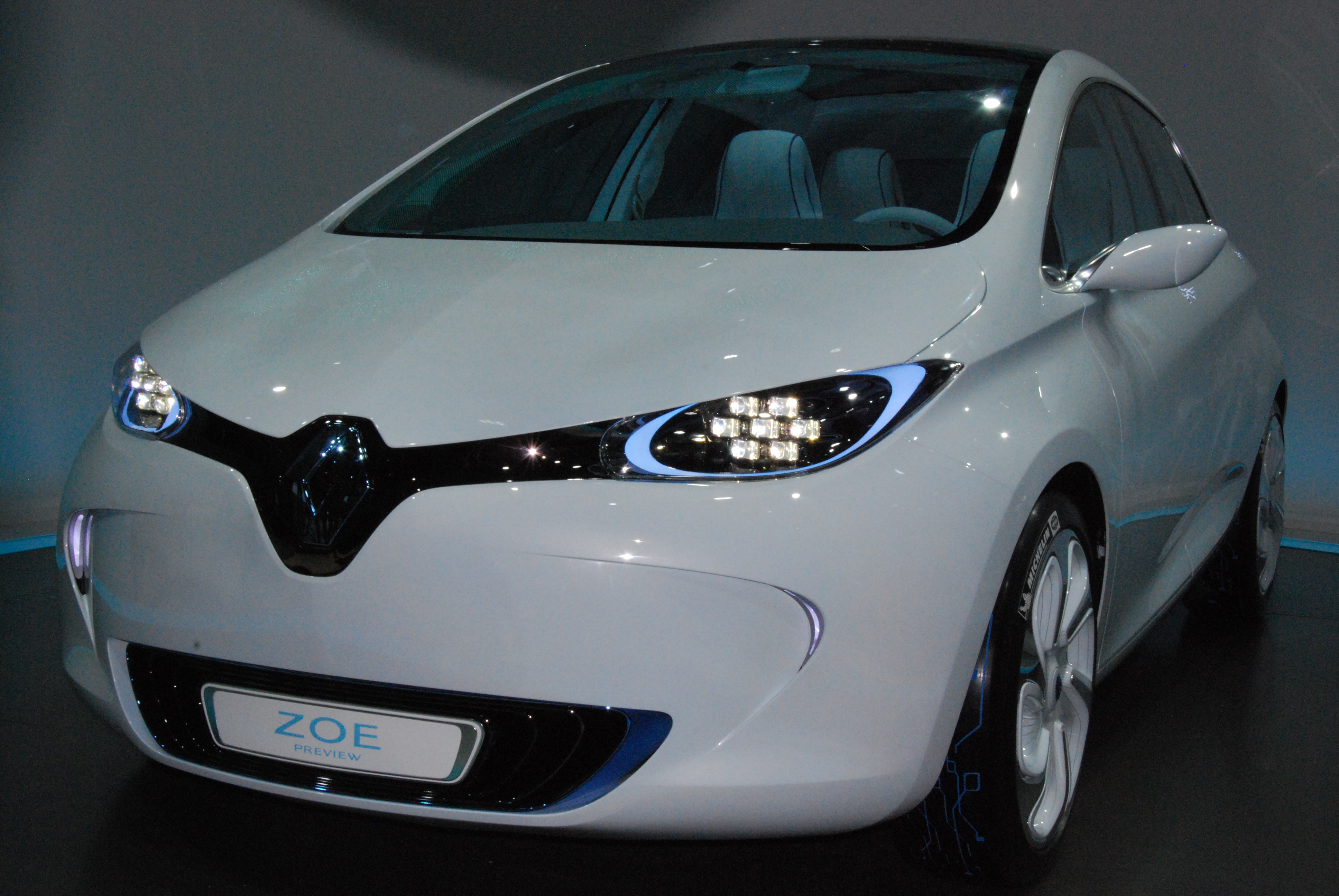
ZOE Preview

Fue presentado en el Salón de París de 2010. Esta versión es una vista previa de como se verá en la calle, cuando salga a la venta en 2012. Se han cambiado las especificaciones técnicas, con una velocidad máxima de 135 km/h y una potencia de 89 CV.

## Características Renault ZOE

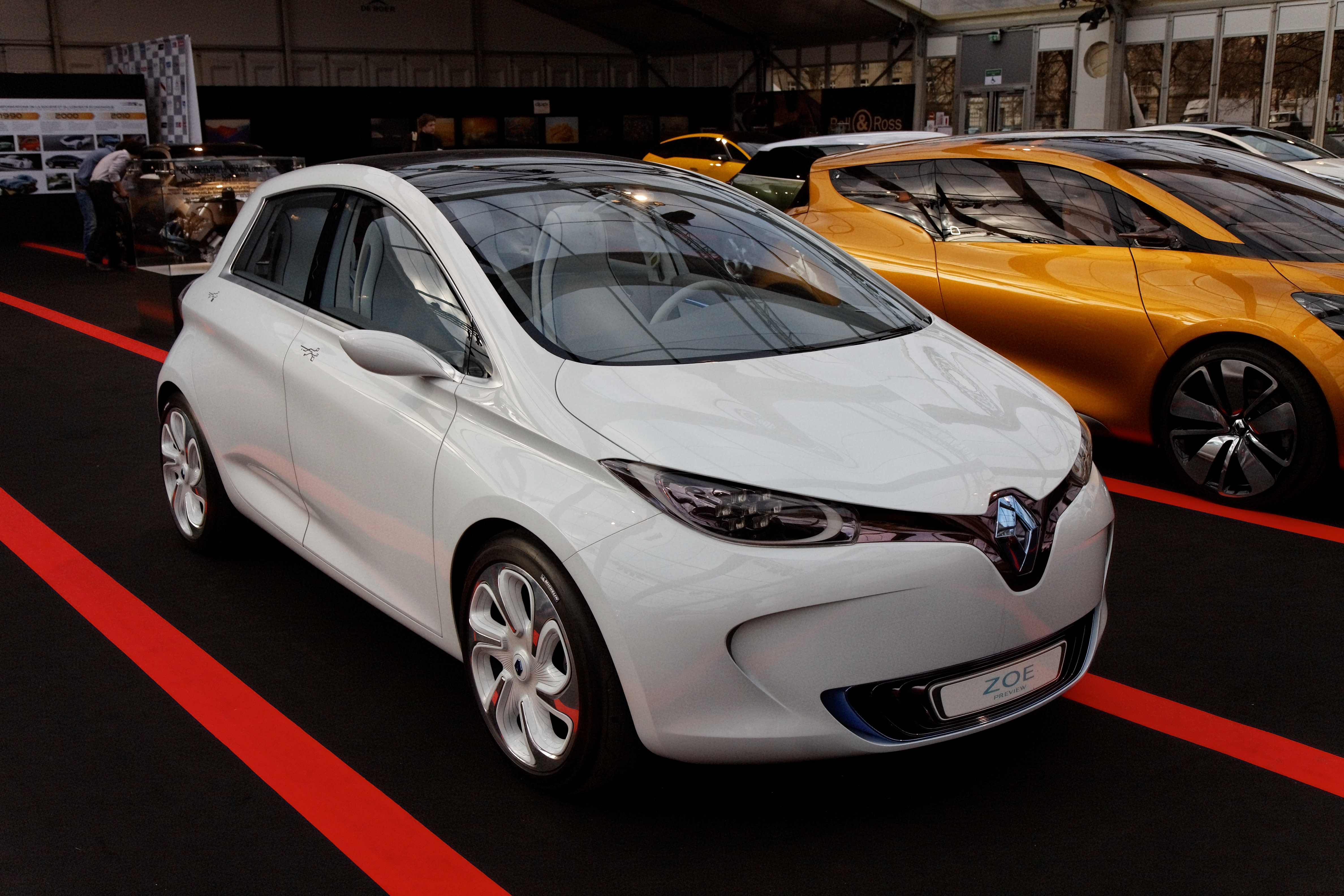
Renault ZOE en el salón del automóvil de ginebra del año 2012

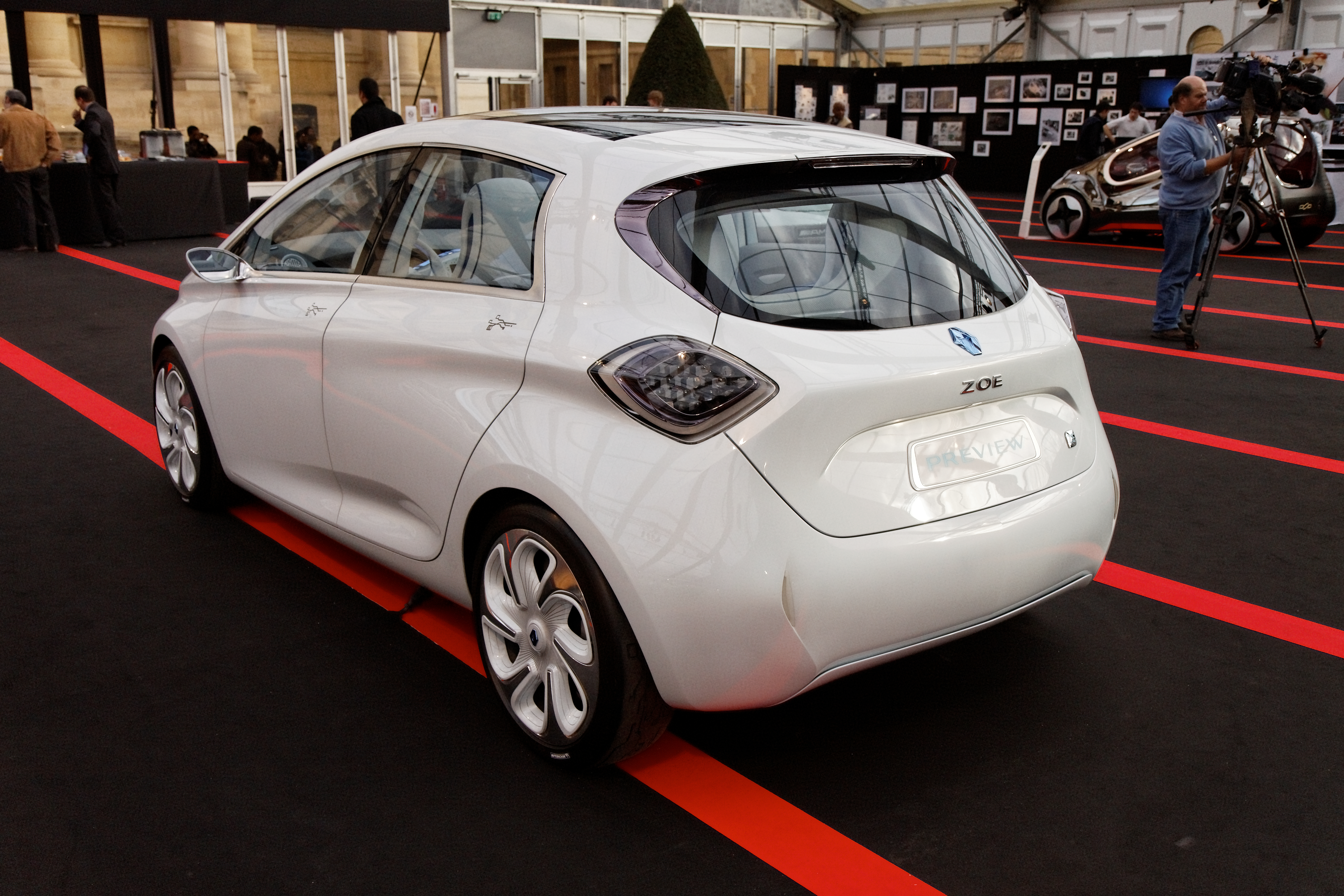

La versión de producción del ZOE se anunció en marzo de 2012 en el Salón del Automóvil de Ginebra. Al igual que en la versión 2010 el diseño es de Jean Semeris.
Tiene una carrocería hatchback de 5 puertas.
Mide 4084 mm de largo, un poco más que el Renault Clio.
El Renault ZOE fue diseñado desde cero para ser un vehículo eléctrico y lleva las baterías en el piso. La capacidad del maletero es de 338 L.
El asiento trasero es abatible.
No dispone de luces antiniebla, ni siquiera como opción.

### Motor
El ZOE está equipado con un motor eléctrico de 65 kW (88 CV), con 220 Nm de par motor desde las 250 rpm.
Tiene tracción delantera. Se maneja como un coche automático.
Tiene una velocidad máxima de 135 km/h .
Incorpora frenado regenerativo de nueva generación.

### Batería
La batería es de iones de litio y tiene una capacidad de 22 kWh. Lleva 192 celdas de LG Chem distribuidas en 12 módulos, con 400 V nominales.
A finales de 2016 se lanzó la versión con una batería de 41 kWh producida por LG Chem. Ocupa el mismo espacio que la de 22 kWh.
La temperatura ideal para las baterías es de unos 23 °C, y entre 0 y 45 °C no necesitan ser climatizadas. Si la temperatura se acerca a los 45 °C se activa la climatización por aire forzado y ese aire se refrigera mediante líquido frío aportado por la bomba de calor. El aire circula por un circuito que pasa entre los módulos de batería.
En septiembre de 2016, Renault anunció la posibilidad de adquirir las baterías en propiedad, anteriormente las baterías se alquilaban por €79 al mes (IVA incluido), con un tope anual de 12.500 km, modificable (posteriormente, con kilometraje ilimitado). Este precio incluye la garantía y el reciclaje cuando la batería acabe su vida útil, además de la sustitución de la batería de forma gratuita si la batería se estropea o si la capacidad de carga desciende del 75%. Nissan y Smart también ofertan la posibilidad de alquilar las baterías como opción en el Nissan LEAF y en el Smart ForTwo Electric Drive.
La cuota mensual por el uso de la batería y el software que acompaña es un ejemplo de uso de la tecnología gestión digital de derechos para impedir la competencia, muy alejado del software abierto, lo que ha sido duramente criticado.
La mayor batería que ofrece Renault es la de 52 kWh y 390 km de autonomía, con posibilidad de carga rápida (opcional) en continua de 50 kW y alterna trifásica de serie a 22 kW. 

### Autonomía
La batería original era de 22 kWh con una autonomía de 210 km según el ciclo NEDC. 
La autonomía real se estima entre los 100 y los 150 km, dependiendo de las condiciones de conducción, siendo la inferior cuando bajan las temperaturas en invierno.
En 2017 se actualizó a una batería de 41 kWh que ocupaba el mismo espacio que la anterior de 22 kWh, con aproximadamente el doble de autonomía, 400 km según el ciclo NEDC, aunque Renault espera una autonomía real de unos 300 km.
En 2019, coincidiendo con la presentación del restyling del modelo, se añadió a la gama una batería de 52 kWh, la mayor ofrecida para el modelo hasta su actualidad.
El consumo según Renault es de 146 Wh/km.

### Recarga
Las recargas se pueden realizar de varios modos, alcanzando el lleno desde vacío desde 30 min hasta las 9 horas, dependiendo de la potencia de la toma de corriente disponible, que puede variar entre los 3 y los 43 kW, gracias al cargador Camaleón (conector tipo 2) integrado en el coche.
El ZOE puede cargar en monofásica a 3 y 7 kW (aproximados) y a 11, 22 y 43 kW en trifásica.
- Carga Estándar: permite efectuar una recarga completa entre 6 y 9 horas (en función de la potencia disponible) conectando simplemente el coche a un punto de recarga público o doméstico con una potencia mínima de 3 kW
- Carga acelerada 22 kW: recarga el 80% de la batería en 1 hora en un punto de recarga público.
- Carga rápida 43 kW: recarga el 80% de la batería en 30 min, en un punto de recarga público.[9]

Lleva un cable de color azul conector tipo 2 ("mennekes") de unos 6 m, preparado para carga monofásica y trifásica en "modo 3". No está disponible la recarga directa en "modo 1" con conector Schuko, pero puede usarse un CRO (o cargador ocasional) en "modo 2" con dicho conector.
Los requisitos que debe de reunir el punto de recarga para el ZOE son:
- La instalación eléctrica debe de tener neutro.
- La diferencia entre neutro y tierra debe ser menor de 10 V. En caso contrario, la instalación dispondrá de una derivación.
- La resistencia de tierra debe ser menor de 150 Ohms/m. Para conocer este dato se utiliza un  telurómetro.
- Es importante que el nivel de ruido no supere el 4% del voltaje entre fase y neutro.
- La distorsión armónica tiene que cumplir la normativa IEC 61000-2-1.

### Climatización
Lleva un equipo de climatización eléctrico con un compresor de aire acondicionado eléctrico con bomba de calor para la calefacción. El aire que entra en el habitáculo es filtrado por un filtro de carbón activo que absorbe impurezas y partículas.
La climatización, no la simple ventilación, puede reducir la autonomía del vehículo.

### Multimedia
El sistema R-Link de Renault viene de serie en todos los acabados del ZOE. En él se muestran los datos del coche, se maneja el sistema de audio, la navegación o la programación de las recargas o climatización. Se puede utilizar mediante órdenes de voz y tiene Bluetooth para manos libres y streaming de música.
También es posible usar Android Auto.

### Seguridad
Lleva cuatro airbags, frontales y laterales para cabeza y tórax.
La seguridad activa consta de ABS, TCS, ESP, EBD.
De serie lleva limitador/regulador de velocidad, bloqueo automático de las puertas y activación de las luces de emergencia en caso de una frenada brusca.
En caso de siniestro, se desactiva la batería automáticamente para evitar cualquier problema.
Está equipado con el Z.E. Voice: un sonido exterior que alerta a los peatones de la llegada del vehículo y permite así estimar la velocidad, ya que la frecuencia del sonido varía con la velocidad del coche.
El Renault ZOE de 2013 obtuvo una calificación de 5 estrellas en la prueba Euro NCAP.
| Total                    | 5/5 estrellas |
| Test                     | Porcentaje    |
| ------------------------ | ------------- |
| Pasajeros adultos        | 89%           |
| Pasajeros niños          | 80%           |
| Peatones                 | 66%           |
| Asistencias de seguridad | 85%           |

### Ruedas
Monta ruedas de 15 o 16 pulgadas según versiones. Los neumáticos de referencia son 185/65 R 15.
Usa los neumáticos Michelin Energy E-V, diseñados para vehículos eléctricos.
No lleva rueda de repuesto. Dispone de un kit antipinchazos con bomba de inflado.

### Suspensión
La suspensión trasera es de eje tirado semirrígido y el eje delantero utiliza una McPherson independiente.

### Frenos
Los frenos delanteros son de discos ventilados de 258 mm y los frenos traseros son de tambores de 228 mm.

## CanZE
CanZE es una aplicación bastante empleada por los usuarios del ZOE, que muestra estadísticas de conducción y otra información sobre el coche, que no aparece en el ordenador de a bordo o visualizador y que utiliza un adaptador bluetooth OBDII (ELM327) o un adaptador CanSee y un dispositivo con Android o iOS.
La pantalla se compone de los siguientes elementos:
- Carga. La pantalla de carga ofrece alguna información sobre el proceso de carga. Se trata de una pantalla de texto, ya que está pensada para ser utilizada mientras está aparcado y se está cargando. Está compuesta de los siguientes campos: 
  - Potencia máxima que puede suministrar el cargador (Potencia de carga disponible kW).
  - Máxima potencia de carga que acepta la batería (Max Battery charge/regen kW). Si el cargador es capaz de suministrar más de este valor, es posible que el usuario desee considerar la finalización de la sesión. Este valor está influenciado principalmente por el SOC (cuando está por encima del 70% aproximadamente) y por las temperaturas muy altas y muy bajas.
  - Potencia de la batería (positivo durante la carga).
  - El estado de carga (SoC) y el estado de salud (SoH), ambos en porcentajes de la batería.
- Conducción: La pantalla de conducción proporciona información adicional mientras se conduce. La información importante se muestra de forma gráfica o en una tipografía enorme:
  - La posición del pedal y el par aplicado. El par motor corresponde a la fuerza que debe aplicar el motor.
  - La velocidad real.
  - La distancia al destino. También puede utilizar la distancia duplicada para un viaje de ida y vuelta.
  - La distancia disponible en el destino es la distancia disponible en la batería según el coche, menos la distancia restante hasta el destino.
  - SOC en porcentaje. Esto puede ser útil para ver si el viaje de vuelta se puede hacer sin cargar.
  - Potencia máxima de carga/regeneración de la batería de tracción. Cuanto más alta, más rápido se puede cargar y mejor se puede regenerar al frenar.
  - Frenado por fricción. Esta es una barra de progreso roja sin unidades que muestra un producto de la velocidad y la presión en el sistema de frenos de fricción, por lo que muestra aproximadamente la pérdida de energía durante el frenado
- Firmware: Simplemente inicie esta pantalla y CanZE consultará continuamente las 16 ECUs conocidas para su versión de software
- Frenado: Mucha gente intenta ampliar la autonomía evitando el frenado por fricción, pero el coche no indica realmente cuándo entra en acción el frenado por fricción. La realidad es que el frenado por fricción se inicia muy pronto al pisar el pedal de freno, pero afortunadamente de forma muy leve. Esta pantalla muestra los distintos parámetros de frenado.
- Mapas de calor: Un mapa de calor es una representación en color de muchos valores. Está pensado para ver rápidamente los valores que se alejan de un valor medio. El voltaje de las 96 celdas de la batería debe ser aproximadamente el mismo (dentro de los milivoltios). La temperatura de los compartimentos de las celdas no debe desviarse más de 2 grados centígrados. En circunstancias normales, las diferencias de voltaje se acumulan y el sistema de gestión de la batería está constantemente igualando esas diferencias mediante el control de cada celda y cargándolas de forma ligeramente diferente. Las diferencias de temperatura se igualan por sí solas.
- Neumáticos: si elu coche está equipado con TPMS (obligatorio desde septiembre de 2015 en Europa), esta pantalla te mostrará el estado del neumático y la presión. Para utilizarla debes conducir durante un par de minutos, ya que eso hará que los sensores de tus neumáticos envíen sus mediciones.Si el estado se muestra OK pero todas las presiones de los neumáticos son 0, probablemente no es un coche equipado con TPMS, o las ruedas no tienen sensores TPMS.

## Galería

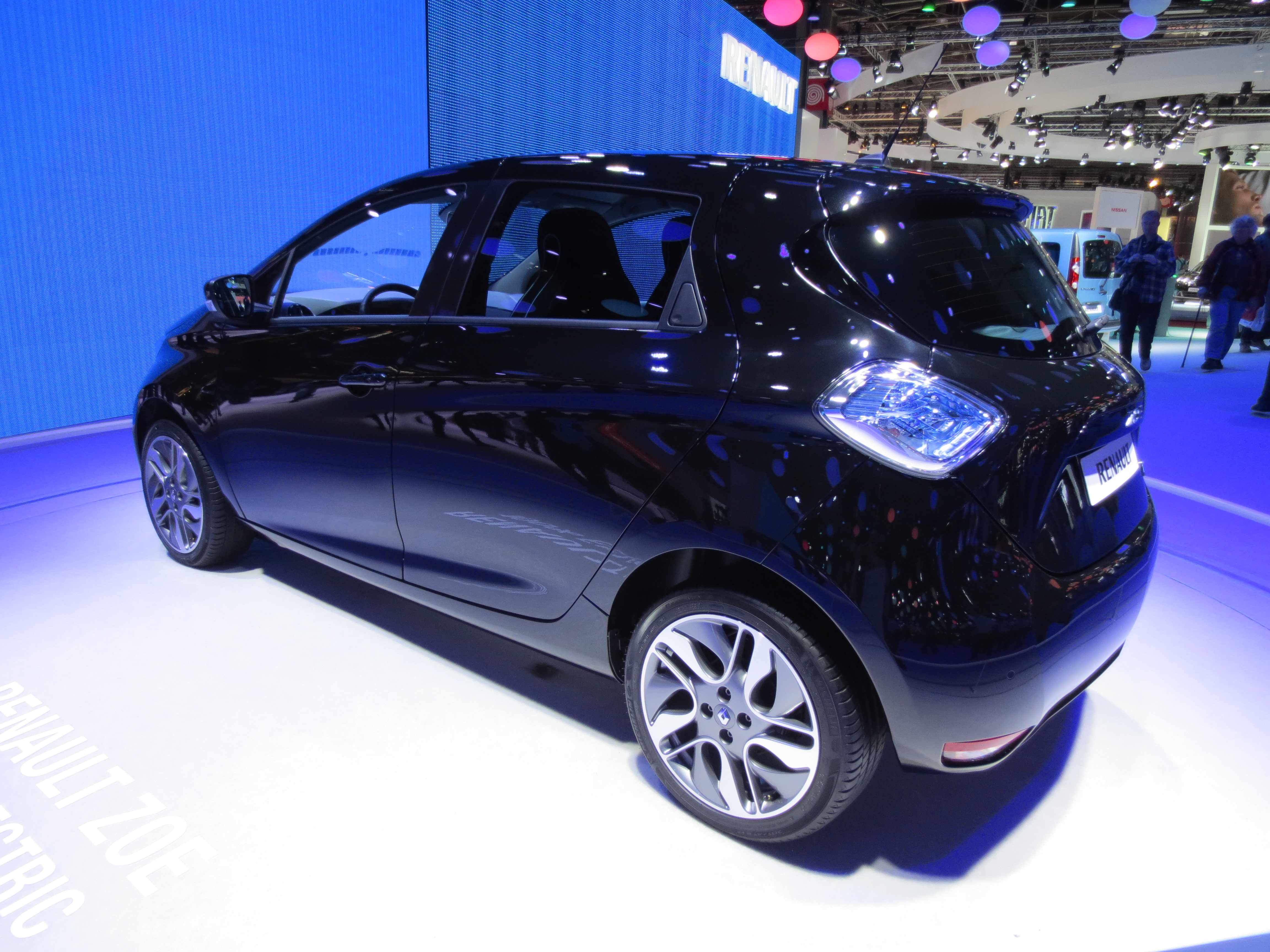
ZOE en septiembre de 2012
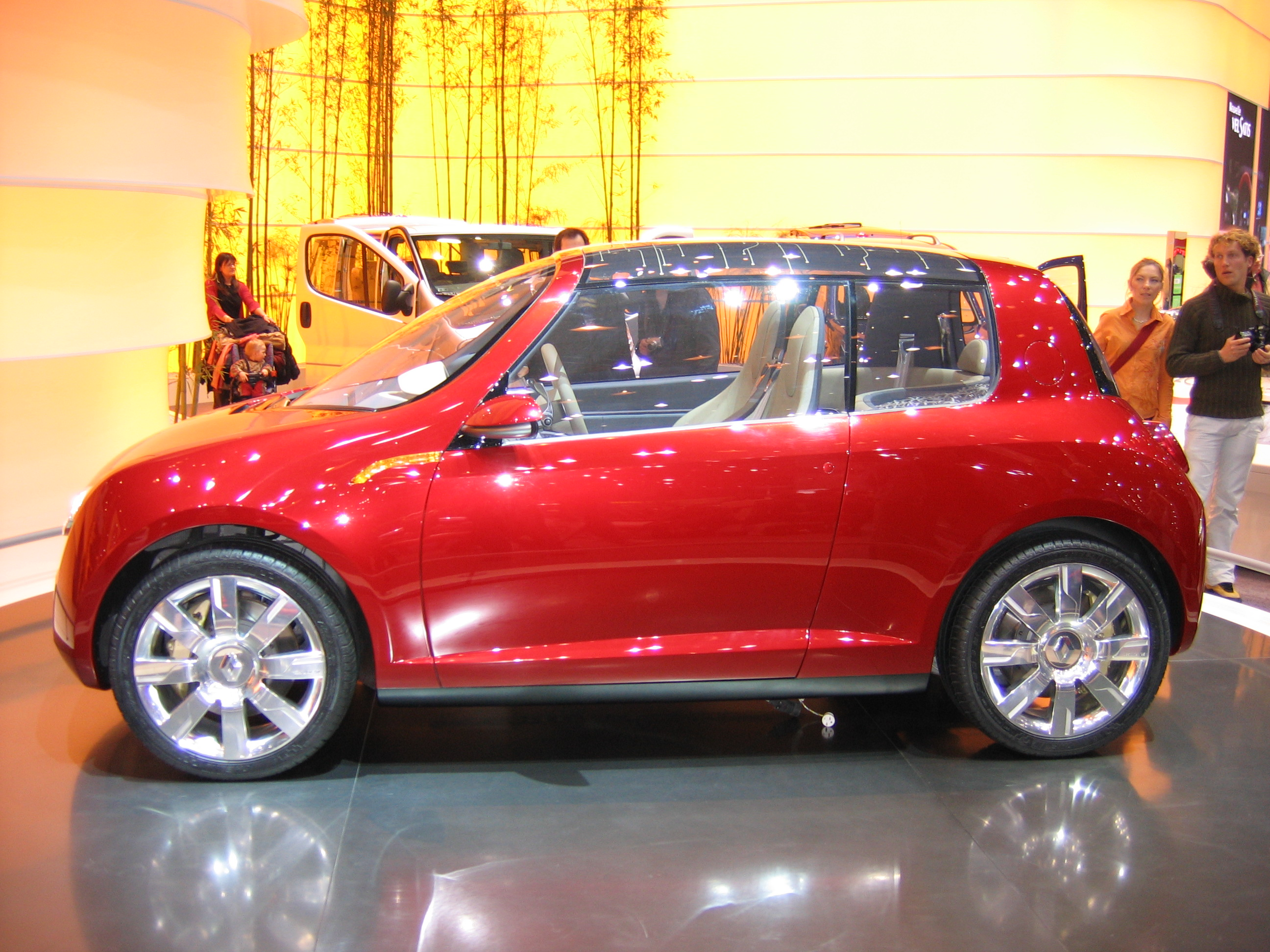
Prototipo en marzo de 2005 en Ginebra
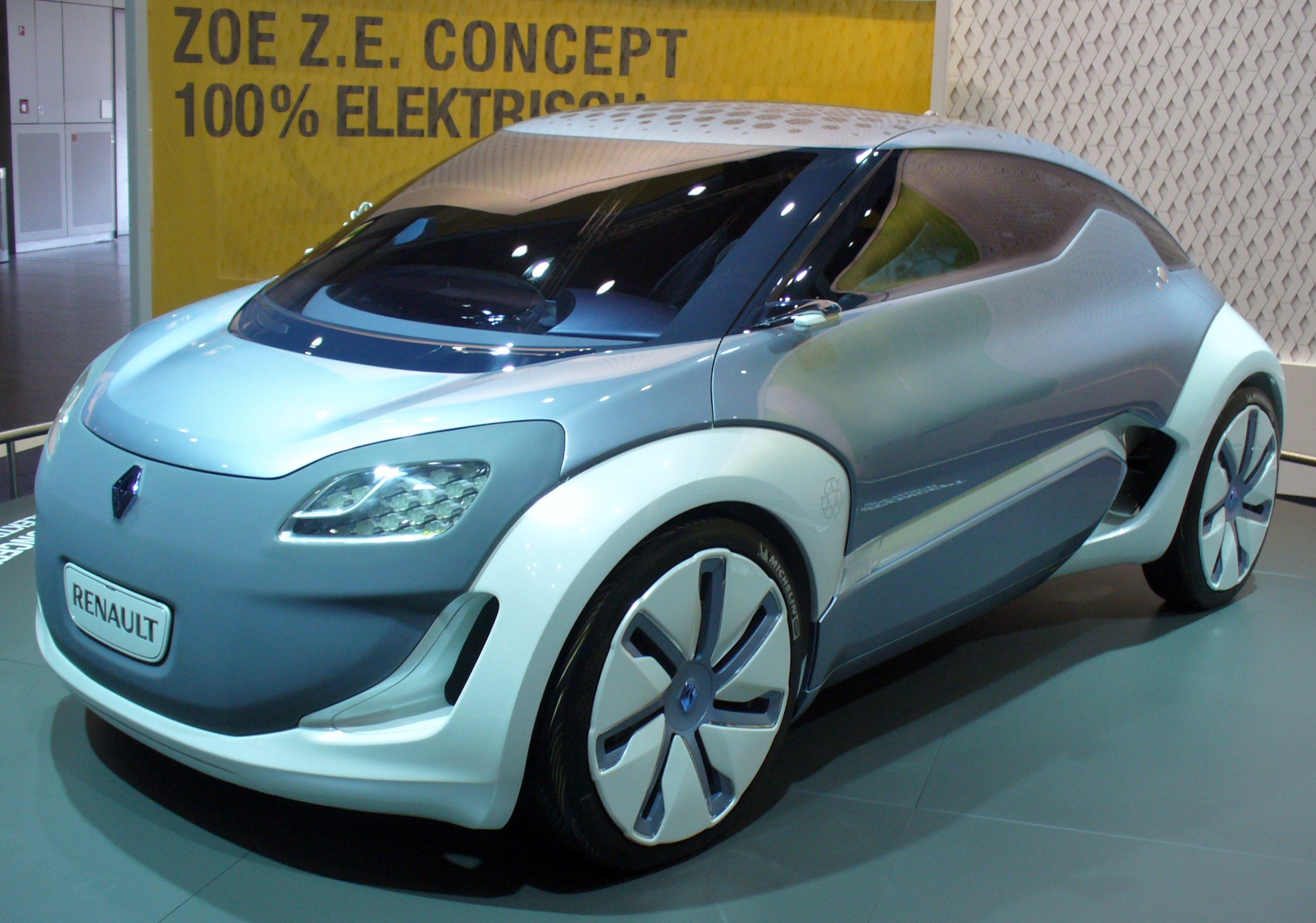
Prototipo ZOE Concept
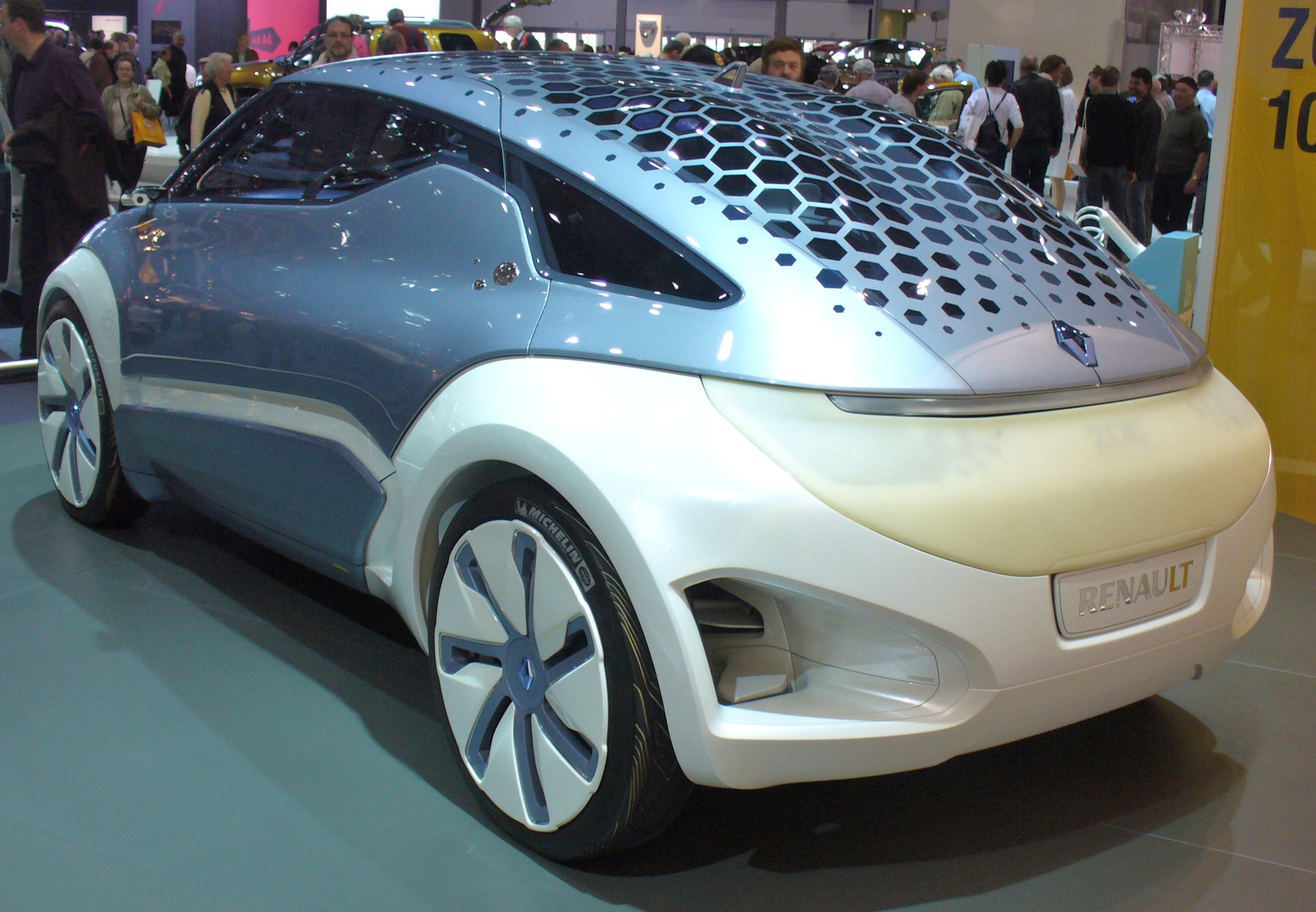
Prototipo ZOE Concept
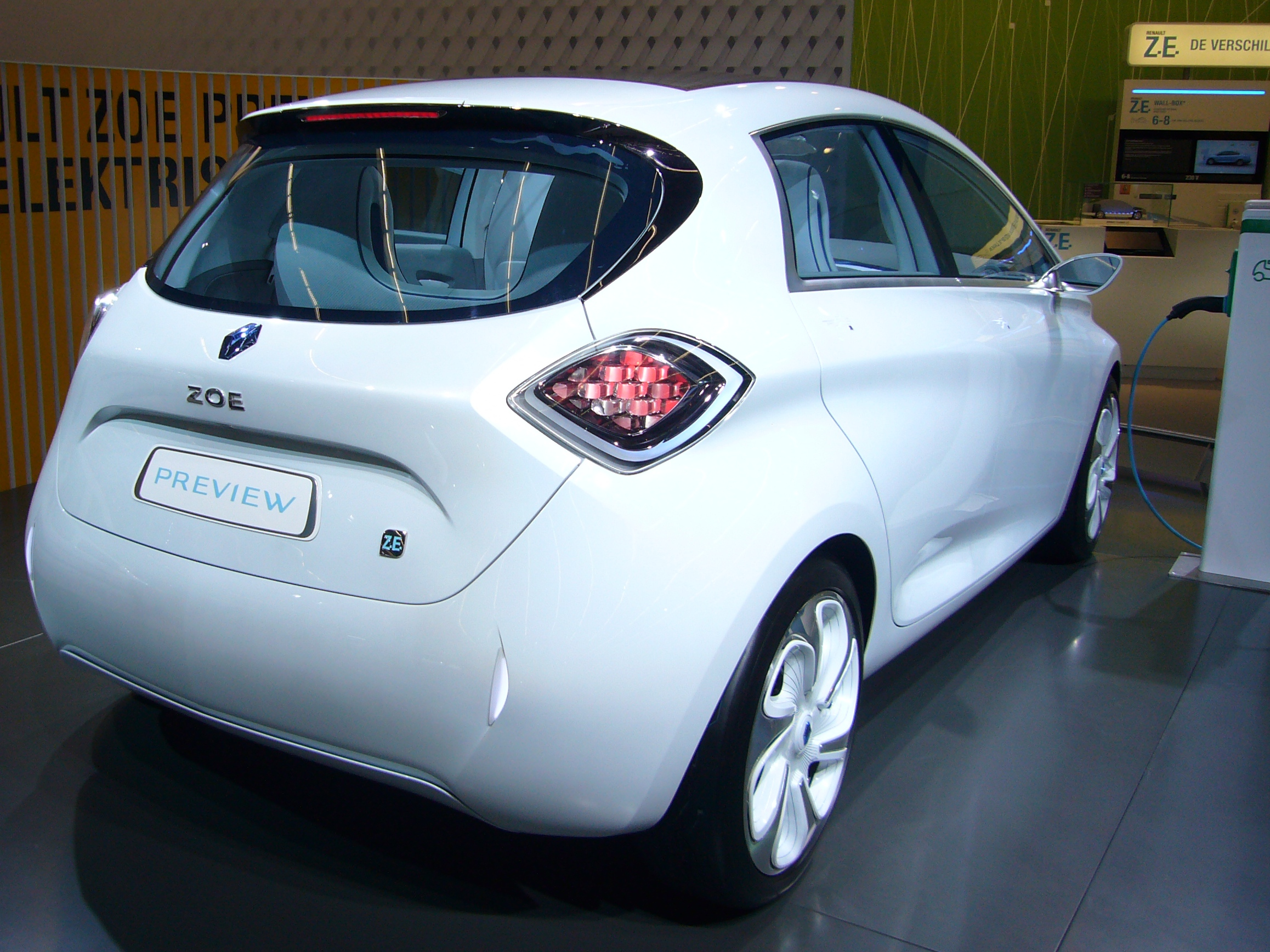
Prototipo ZOE Preview
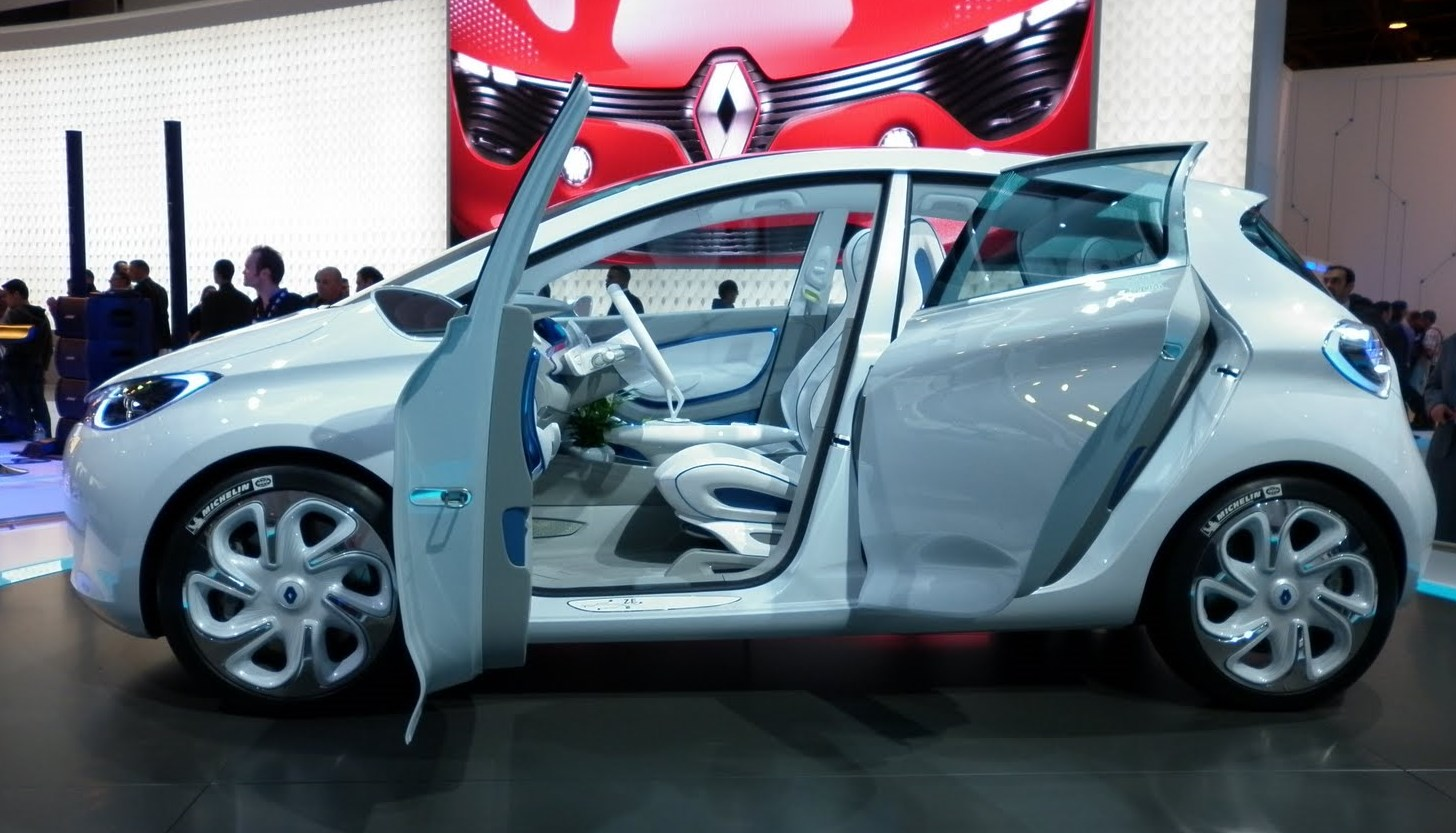
Prototipo ZOE Preview